# Federica Onori
Federica Onori (Albano Laziale, 16 giugno 1988) è una politica italiana.

## Biografia
Laureata in scienze statistiche all'Università degli Studi di Roma "La Sapienza", ha lavorato come assistente statistica presso la Commissione europea. È consigliere della Fondazione Italia USA.
Alle elezioni politiche anticipate del 2022 viene candidata alla Camera dei deputati, tra le liste del Movimento 5 Stelle nella circoscrizione estero ripartizione europa, venendo eletta deputata. Nella XIX legislatura è segretaria della 3ª Commissione Affari esteri e comunitari e componente della delegazione italiana presso l'Assemblea parlamentare dell'Organizzazione per la sicurezza e la cooperazione in Europa.
Il 1º febbraio 2024 annuncia l'adesione ad Azione di Carlo Calenda, insieme all'europarlamentare Fabio Massimo Castaldo.